# Munketoftstift
Das Munketoftstift in Flensburg-Südstadt, das aus vier einzelnen Gebäuden besteht, wurde zwischen der Mitte bis zum Ende des 19. Jahrhunderts schrittweise aus vier Gebäuden am Rand der Flensburger Innenstadt errichtet. Es gehört heute zu den Kulturdenkmalen der Stadt.

## Hintergrund
Im Jahr 1858 wurde das erste Gebäude des Komplexes durch den Architekten Laurits Albert Winstrup errichtet. Das Gebäude sollte von den Kaufmannsfamilien thor Smeden und Vake 1595/96  gebaute Armenwohnungen am Kloster an der Roten Straße ersetzen, die im Jahr 1856 einem Anbau der Lateinschule weichen mussten. Das neu errichtete Gelbbacksteingebäude erhielt zunächst die Adresse Munktetoft 1, später die Adresse Niedermai 3. Im Anschluss wurde im Jahr 1860 das Hintergebäude Niedermai 5, in Form eines eingeschossigen, geschlämmten Backsteingebäudes errichtet. 1869 erfolgte der Bau des Gelbbacksteingebäudes Munketoft 2, heute Niedermai 1. Das Gebäude ersetzte ein, im 16. Jahrhundert nach dem Vermächtnis des Kaufmanns Hans Kellinghusen eingerichtetes, Armenstift im Vorstadtbereich von St. Johannis. Das besagte neu errichtete Armenhaus der kirchlichen Stiftung Armenbede von St. Johannis und St. Nikolai entstand ebenfalls als Gelbbacksteingebäude. 1904 wurde das letzte Gebäude des Munketoftstiftes vom Maurermeister Jacob August Bandholz in der Niedermai 7 errichtet. Dieses Gebäude ersetzte baufällige Altenwohnungen in der Waitzstraße. Die breite Hauptverkehrsstraßenverbindung auf dem verrohrten Mühlenstrom sowie das benachbarte Deutsches Haus entstanden erst in der Zeit danach.